# Fossa dei Leoni (organizzazione paramilitare)
La Fossa dei Leoni (in arabo  عرين الأسود ‎?, ʿArīn al-ʾUsud) è un'organizzazione paramilitare palestinese.
Il gruppo interessa il conflitto solamente in Cisgiordania.

## Storia
Il gruppo è nato nell'agosto 2022, un anno di crescente violenza nel conflitto israelo-palestinese e prende il soprannome da Ibrahim Nabulsi, un importante militante di Nablus, soprannominato "Il leone di Nablus", ucciso a luglio durante un raid israeliano. Comprende membri di altre organizzazioni militanti palestinesi, tradizionalmente avversate da Fatah, tra cui Hamas e la Jihad islamica palestinese. Secondo quanto riferito, il gruppo ha sede nella Città Vecchia di Nablus.
L'organizzazione è stata fondata da un palestinese di 25 anni di nome Mohammed al-Azizi, più comunemente noto come "Abu Saleh", e dal suo amico Abdel Rahman Suboh, o "Abu Adam", 28 anni. Entrambi sono stati uccisi nei combattimenti nel luglio 2022. Secondo il New York Times, nel 2023 il gruppo ha goduto di un aumento della propria popolarità tra i giovani palestinesi in Cisgiordania, con un aumento delle condivisioni dei video dei loro attacchi sui social media. La popolarità del gruppo tra alcuni giovani palestinesi riflette il crescente sostegno della resistenza armata contro l'occupazione israeliana dei territori palestinesi, causata, tra le altre cose, dall'espansione armata degli insediamenti israeliani, dalla violenza dei coloni israeliani contro civili palestinesi residenti in Cisgiordania, dalla politica espansionistica di Israele sui territori che nel 1948 furono lasciati e riconosciuti al popolo palestinese dalle Nazioni Unite e dall'inefficacia del governo dell'Autorità Nazionale Palestinese.
Nell'ottobre 2023 partecipa al conflitto tra Israele e Striscia di Gaza nello Stato di Palestina in alleanza con Hamas.